# Häkinjärvi eller Kotajärvi
Häkinjärvi eller Kotajärvi är en sjö i kommunen Urais i landskapet Mellersta Finland i Finland. Sjön ligger 119,6 meter över havet. Den är 11,9 meter djup. Arean är 44 hektar och strandlinjen är 4,35 kilometer lång. Sjön  ingår i Kymmene älvs huvudavrinningsområde.   Den ligger omkring 31 kilometer norr om Jyväskylä och omkring 260 kilometer norr om Helsingfors. 